# Isola di Fair
L'isola di Fair (dal norvegese antico: frioar-øy, in inglese Fair Isle, in gaelico scozzese Fara) è un'isola scozzese che amministrativamente fa parte delle Isole Shetland, situata approssimativamente a metà strada fra queste e North Ronaldsay nelle Isole Orcadi.
L'isola ha una superficie complessiva di 5,61 km².
Gli abitanti sono una settantina; quasi tutti vivono in alcune fattorie nella parte meridionale dell'isola, essendo il versante settentrionale caratterizzato da rocce e scogliere non adatte all'agricoltura.
L'isola di Fair è abitata sin dall'Età del bronzo pur essendo pressoché priva di materie prime.
L'isola ospita un importante osservatorio di uccelli: è ambita meta degli ornitologi in quanto è forse il migliore luogo di tutta l'Europa occidentale per osservare alcune specie di passeracei come l'Anthus gustavi, la Locustella lanceolata e la Locustella certhiola. La riserva naturale dell'isola dal 1985 è insignita del Diploma europeo delle aree protette.
Nel 1954 l'isola è stata acquistata dal National Trust for Scotland.
È anche nota per l'artigianato tessile (variopinti maglioni di lana fatti a mano), che costituisce una risorsa economica importante per le poche donne dell'isola.